# Paracanoagem

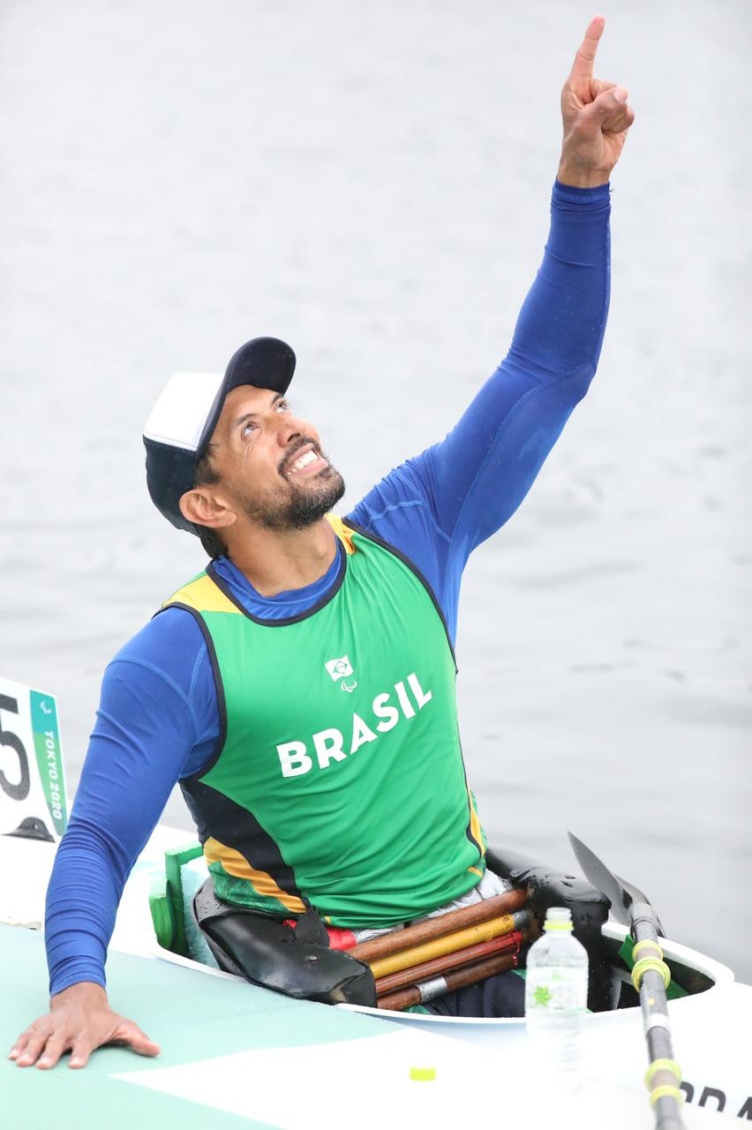
Luís Cardoso, atleta brasileiro de paracanoagem.

Paracanoagem é uma modalidade criada recentemente, voltada para atletas com deficiência física. É regida pela Federação Internacional de Canoagem (FIC). Fez a estreia nos Jogos Paralímpicos de Verão de 2016, realizados no Rio de Janeiro, Brasil, onde as provas individuais de caiaque foram disputadas. Uma reunião do Comitê Paralímpico Internacional, em Guangzhou, na República Popular da China, em 2010, determinou a inclusão da paracanoagem à lista dos Jogos Paralímpicos de Verão.